# حملة فرنسا ضد جوسون (1866)
كانت الحملة الفرنسية على كوريا عام 1866 (بالكورية: 병인양요 وحرفياً: بيونغ إن يانغيو، وتعني: الإزعاج الغربي في سنة 1866) حملة تأديبية قامت بها الإمبراطورية الفرنسية الثانية ردًا على إعدام كوريا لسبعة مبشرين كاثوليك فرنسيين. استمر القتال على جزيرة غانغهوا ما يقارب ستة أسابيع. وكانت النتيجة تراجع فرنسا والتحقق من النفوذ الفرنسي في المنطقة. عزز القتال أيضًا انعزالية كوريا لعقد آخر، حتى أجبرتها اليابان على الانفتاح على التجارة في عام 1876 عبر معاهدة غانغهوا.
في كوريا الجنوبية المعاصرة، تُعرف الحملة باسم بيونغ إن يانغيو، أو «سنة الاضطراب الغربي في بيونغ إن».

## خلفية عامة

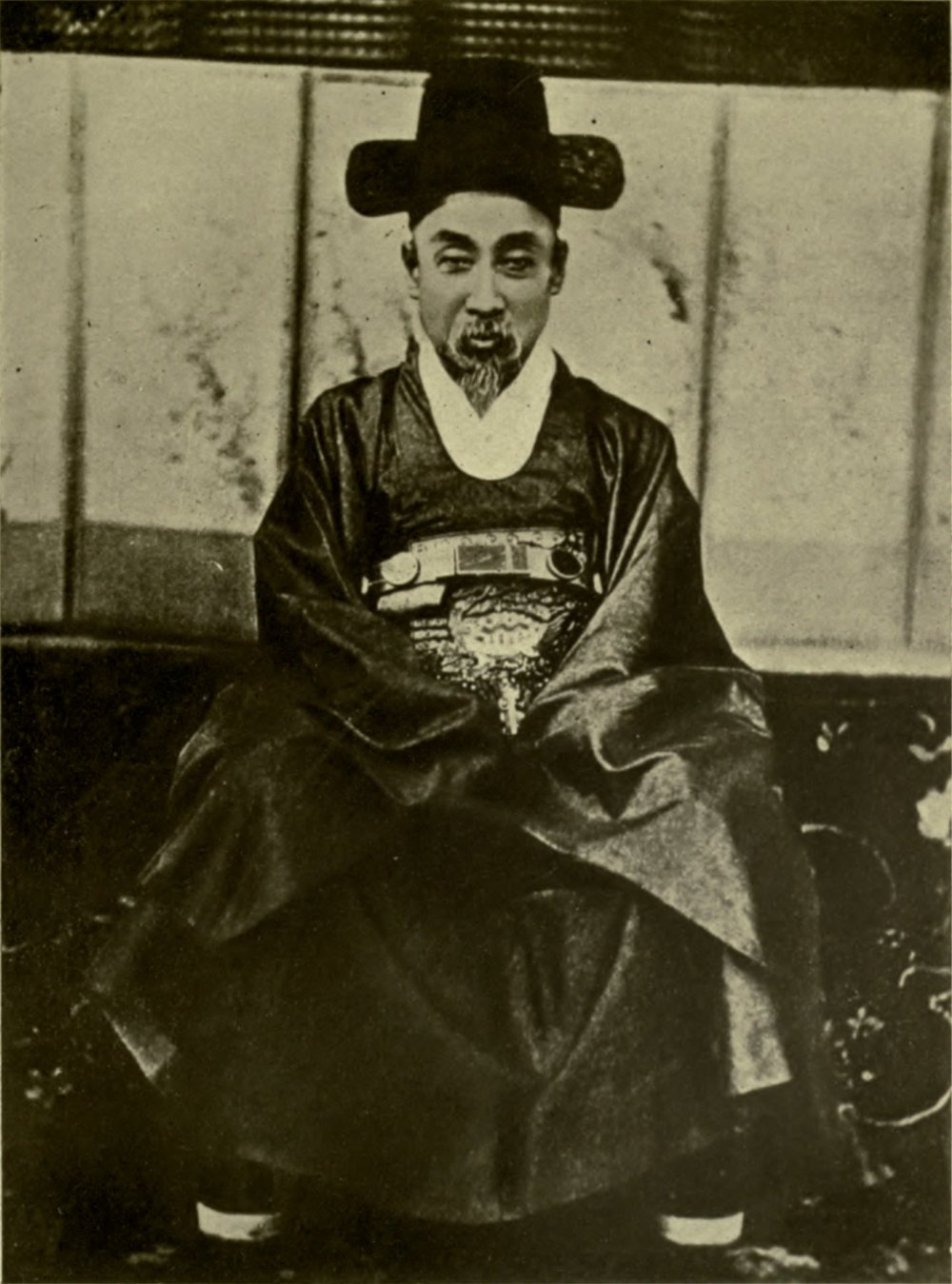
وصي العرش هنغسون دايوونغن.

طوال تاريخ أسرة جوسون، حافظت كوريا على سياسة انعزالية صارمة عن العالم الخارجي (مع استثناء التعامل مع أسرة تشينغ والتجارة المتقطعة مع اليابان عبر جزيرة تسوشيما). رغم ذلك، لم تنجح كليًا في عزل نفسها عن الاتصال الأجنبي. بدأ المبشرون الكاثوليك في إظهار اهتمامهم بكوريا منذ مطلع القرن السادس عشر تزامنًا مع وصولهم إلى الصين واليابان.
من خلال مهام المبعوثين الكوريين إلى بلاط تشينغ في القرن الثامن عشر، بدأت الأفكار الأجنبية، ومنها المسيحية، في الدخول إلى كوريا وبحلول أواخر القرن الثامن عشر ظهر أول المسيحيين الأصليين في كوريا. ومع ذلك، استغرق الأمر حتى منتصف القرن التاسع عشر ليبدأ أول المبشرين الكاثوليك الغربيين بالدخول إلى كوريا. وجرى ذلك خلسةً، إما عبر الحدود بين الصين وكوريا الشمالية أو البحر الأصفر. وصل هؤلاء المبشرون الفرنسيون التابعون لجمعية البعثات الأجنبية في باريس إلى كوريا في أربعينيات القرن التاسع عشر لتبشير الشعب الكوري المتنامي. قدّر القسيس سيميون فرانسوا بيرنو، الذي عيُّن عام 1856 رئيسًا لكنيسة الرضيع الكاثوليكية الكورية، في عام 1859 أن عدد المؤمنين الكوريين وصل إلى ما يقارب 17,000 شخصًا.
في البداية، غض البلاط الكوري الطرف عن مثل هذه التوغلات. غير أن هذا الموقف تغير فجأة، مع تولي الملك جوجونغ البالغ من العمر أحد عشر عامًا الحكم في عام 1864. حسب التقاليد الكورية، تذهب الوصاية في حالة صغر السن إلى الملكة الأرملة. في هذه الحالة، كانت الوصية هي الأم المحافظة لولي العهد السابق التي توفيت قبل أن يتمكن من اعتلاء العرش. حصل والد الملك الجديد، يي ها أونغ، وهو رجل طموح وماكر في بداية الأربعينيات من عمره، على لقب الأب الحاكم للملك التقليدي: هنغسون دايوونغن، أو «أمير البلاط الأعظم».
على الرغم من أن سلطة هنغسون دايوونغن في البلاط لم تكن رسمية، إذ نبعت في الواقع من الواجب التقليدي في المجتمعات الكونفوشيوسية الذي يفرض على الأبناء إطاعة آبائهم، استولى بسرعة على زمام المبادرة وبدأ في التحكم بسياسة الدولة. يمكن القول إنه كان أحد أكثر القادة تأثيرًا وقوة في أسرة جوسون التي استمرت 500 عام. بمباركة الوصي الأرمل المسن، شرع هنغسون دايوونغن في حملة مزدوجة لتقوية السلطة المركزية والانعزال عن النظام التقليدي المتفكك خارج حدوده. بحلول الوقت الذي تولى فيه هنغسون دايوونغن السيطرة الفعلية على الحكومة في عام 1864، وُجد اثنا عشر كاهنًا يسوعيًا فرنسيًا يعيشون ويبشرون في كوريا، بالإضافة إلى ما يقارب 23,000 مهتدٍ كوري أصلي.
في يناير 1866، ظهرت سفن روسية على الساحل الشرقي لكوريا تطالب بحقوق التجارة والإقامة فيما بدا كصدىً للمطالب التي فرضتها القوى الغربية الأخرى على الصين. رأى المسيحيون الكوريون ممن كانت لديهم صلات في البلاط في هذا الأمر فرصة لتعزيز قضيتهم واقترحوا تحالفًا بين فرنسا وكوريا لمقاومة التقدم الروسي، وأشاروا إلى إمكانية التفاوض على هذا التحالف من خلال القسيس بيرنو. بدا هنغسون دايوونغن منفتحًا على هذه الفكرة، لكن تبين أنها كانت خدعة منه لإخراج رئيس الكنيسة الكاثوليكية الكورية إلى العلن. حين وصل بيرنو إلى العاصمة في فبراير 1866، أُلقي القبض عليه وأعدم. ثم بدأ تجميع الكهنة الكاثوليك الفرنسيين الآخرين والمهتدين الكوريين.